# Elektrische Zigarette

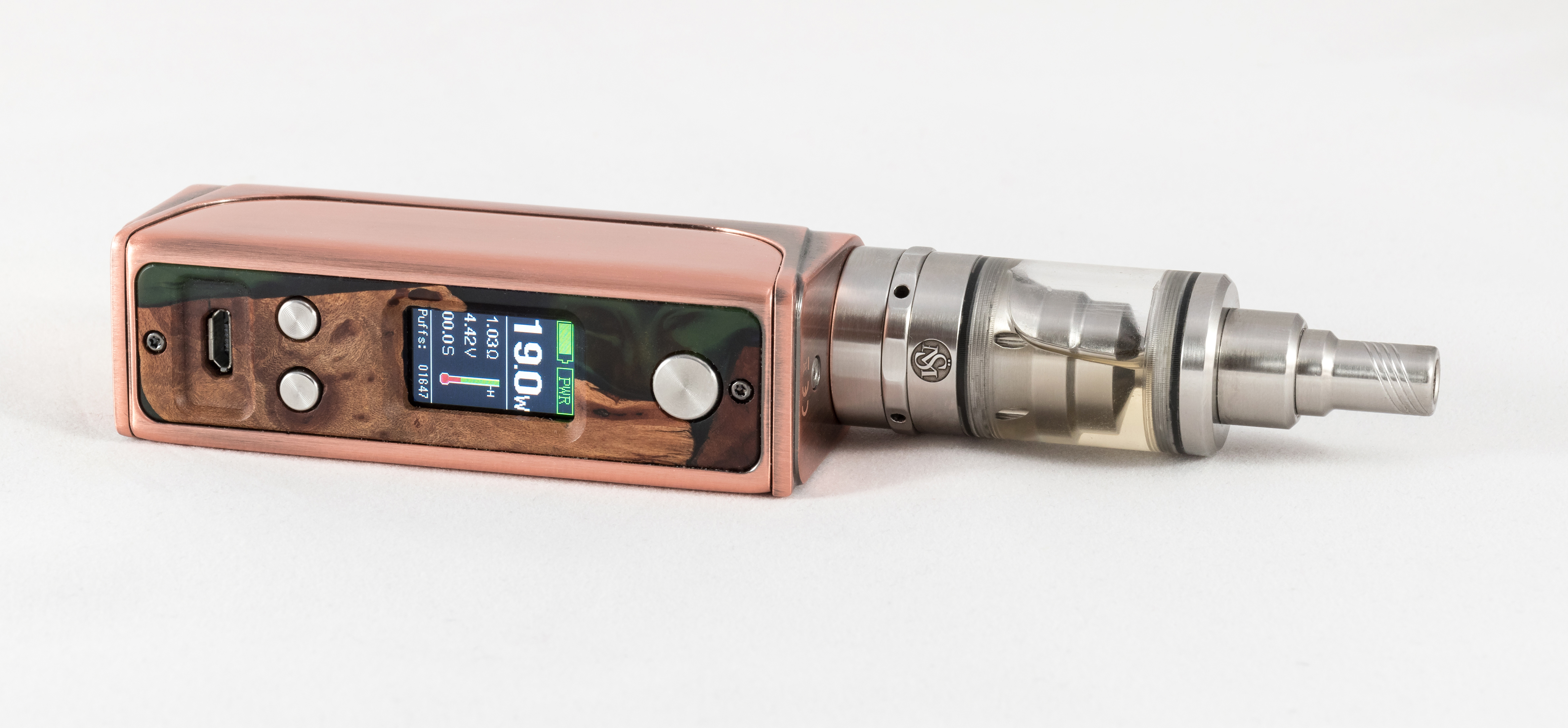
E-Zigarette der vierten Generation

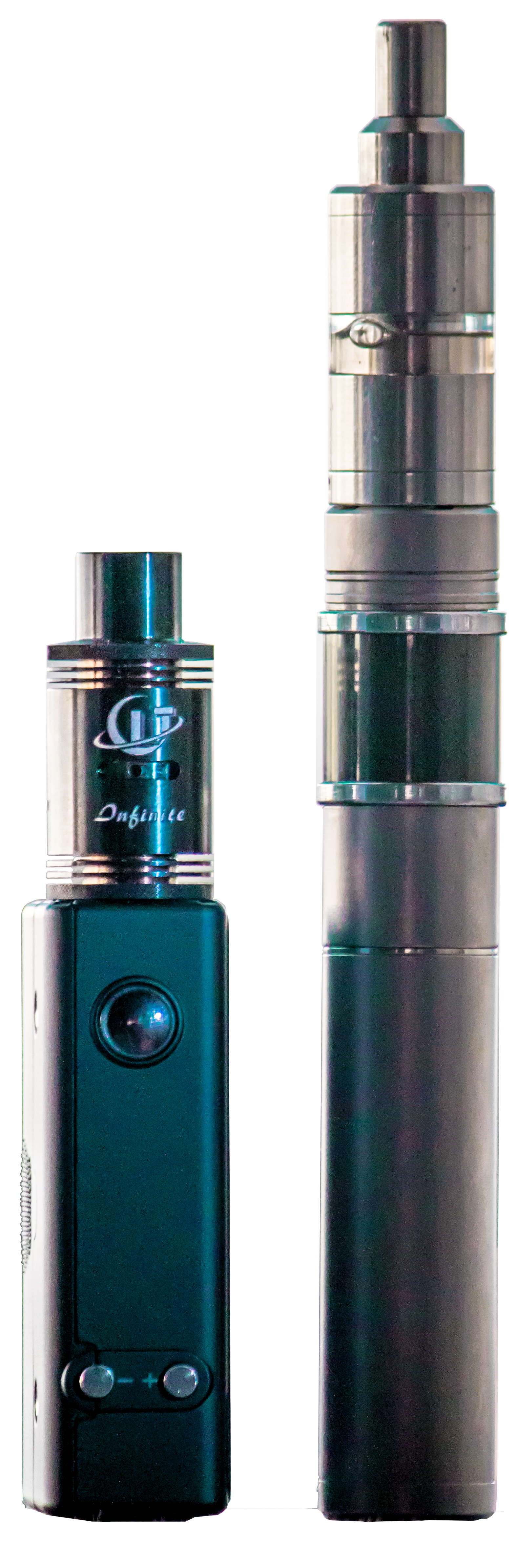
E-Zigaretten der dritten Generation

Die elektrische Zigarette, E-Zigarette, elektronische Zigarette oder Vaporiser/Vaporizer (AE; daher kurz auch Vape oder E-Vape) genannt, ist ein Gerät, das in den meisten Fällen durch eine elektrisch beheizte Wendel (Coil genannt) eine Flüssigkeit (das sogenannte Liquid) zum Verdampfen bringt. Der dabei entstehende Nassdampf wird vom Konsumenten inhaliert oder gepafft. Im Unterschied zum Rauchen einer herkömmlichen Zigarette findet kein Verbrennungsprozess statt.
2013 wurden weltweit E-Zigaretten für etwa 2,5 Milliarden US-Dollar verkauft. In Deutschland erzielte die Branche im Jahr 2019 einen Umsatz von 500 Millionen Euro.

## Vergleich zum Tabakrauchen
Nach „allgemeiner Verkehrsauffassung“ ist Rauchen definiert als „bewusstes Einatmen von Rauch verbrennender Pflanzenteile bis in die Mundhöhle oder bis in die tieferen Atemwege und Lunge“. Der grundlegende Unterschied der E-Zigarette zur traditionellen Zigarette liegt darin, dass keine schwelende bis glimmende Verbrennung von Tabak oder anderen Pflanzen stattfindet. E-Zigaretten-Konsumenten bezeichnen sich aus diesem Grund selbst oft als Dampfer.
Eine systematische Übersichtsarbeit von 2024 kam zu dem Schluss, dass E-Zigaretten weniger schädlich als herkömmliche Zigaretten sind, aber dennoch Bedenken hinsichtlich der Reizung der Atemwege und möglicher Gesundheitsrisiken, insbesondere bei Jugendlichen, bestehen.

## Geschichte
Das Konzept einer elektrischen Zigarette wurde erstmals im Jahre 1927 zum Patent angemeldet. Im Jahre 1963 folgte ein Patent von Herbert A. Gilbert. Gilberts Idee einer rauch- und tabakfreien Zigarette mit erhitzter, befeuchteter und aromatisierter Luft als Ersatz für die konventionelle Zigarette ging allerdings niemals in Produktion.
2002 erfand der chinesische Apotheker Lik Hon ein auf Ultraschall basierendes System, das physiologisch inerte nikotinhaltige Flüssigkeiten zur Vernebelung bringen sollte. Er hatte die Idee, für Lebensmittelzwecke zugelassene Zusatzstoffe, wie Propylenglykol, in denen Nikotin gelöst ist, als Trägersubstanz zu verwenden. Diese erste Ultraschall-Ausführung setzte sich am Markt nicht durch; die nachfolgende „Verdampfer“-Technik basiert auf der Technologie, mit der in Diskotheken Nebel erzeugt wird. Seit 2007 wird diese Art elektrischer Zigaretten weltweit hergestellt und vertrieben.
Das Unternehmen, für das Lik Hon arbeitete, änderte seinen Namen von „Golden Dragon Holdings“ in Ruyan und exportierte ab 2005/2006 elektrische Zigaretten. Es hielt zahlreiche Patente zur E-Zigarette und firmierte erneut um in Dragonite. Im Jahr 2013 kaufte der Tabakkonzern Imperial Tobacco über seine Beteiligung an Fontem Ventures für 75 Millionen Dollar Lik Hons Unternehmen. Im Anschluss beherrschte Unsicherheit den Markt, da Fontem Ventures begann, die Rechte an den zahlreichen miterworbenen Patenten gegen andere Marktteilnehmer durchzusetzen, was in einigen Fällen zum Rückzug aus diesem Segment führte.
Große Tabakkonzerne schätzten die E-Zigarette anfangs als kurzlebigen Trend ein. Sie begannen 2012 Versuche, ebenfalls in diesen stark wachsenden Markt einzutreten, allerdings unter der Vorgabe, dass neue Geräte keines dieser Patente beanspruchen sollten. Daraus entstanden die Heat-Not-Burn-Produkte, wie sie in der Iqos von Philip Morris International verwirklicht wurden. Dabei wird ein mit Tabak gefülltes Stäbchen, das gleichzeitig Mundstück ist, auf das Akkuelement gesteckt. Durch einen elektronisch geregelten Heizfinger, der in den Tabak ragt, wird der Tabak nur erhitzt, nicht aber verbrannt. Die Stäbchen sind Einwegprodukte und geben ähnlich viel Nikotin ab wie eine Zigarette. Neuere Geräte wie die Iluma von Philip Morris International oder die Glo der British American Tobacco werden induktiv erhitzt.
Ebenso erfolgten Übernahmen von etablierten Unternehmen, um weiteren Einfluss auf den neuen Markt zu nehmen. Ein Beispiel hierfür ist Highendsmoke, das 2018 von British American Tobacco übernommen wurde. Im Dezember 2018 wurde bekannt, dass die Altria Group, zu der auch die Marke Marlboro zählt, 35 Prozent des E-Zigaretten-Unternehmens Juul erwarb, das ein Podsystem mit vorgefüllten Fertigkapseln vermarktet. Die US-Wettbewerbsbehörde Federal Trade Commission untersagte im April 2020 diese Beteiligung mit der Begründung, sie hebele den Wettbewerb aus. Das Engagement bei Juul hatte sich für den Tabakriesen ohnehin als unrentabel herausgestellt.
2008 wurde die Joye 510 vom Unternehmen Joyetech auf den Markt gebracht, 2010 gefolgt von der Ego-T, die – anders als die meisten bisherigen E-Zigaretten – nicht die Form einer Zigarette nachahmte. Die Popularität dieses Systems trug maßgeblich zur De-facto-Standardisierung des 510er-Gewindes bei.
Die ursprüngliche Idee, das Liquid nicht durch Verdampfen, sondern durch Ultraschall zu vernebeln, wurde 2018 durch das Unternehmen Usonicig erneut aufgegriffen und in zwei Ausführungen realisiert. Es gibt ein nachfüllbares Tank- sowie ein Podsystem, bei dem proprietäre Einwegkapseln verwendet werden. Die Erzeugung von Dampf aus dem Liquid geschieht hier nicht thermisch durch Verdampfung, sondern durch Mikrokavitation kleinster Bläschen, angeregt durch Schallwellen sehr hoher Frequenz (3 MHz) entsprechender Leistung. Das Wirkprinzip findet seit Langem auch medizinische Anwendung z. B. in Ultraschallverneblern für Inhalationen.

## Bauweise und Funktion

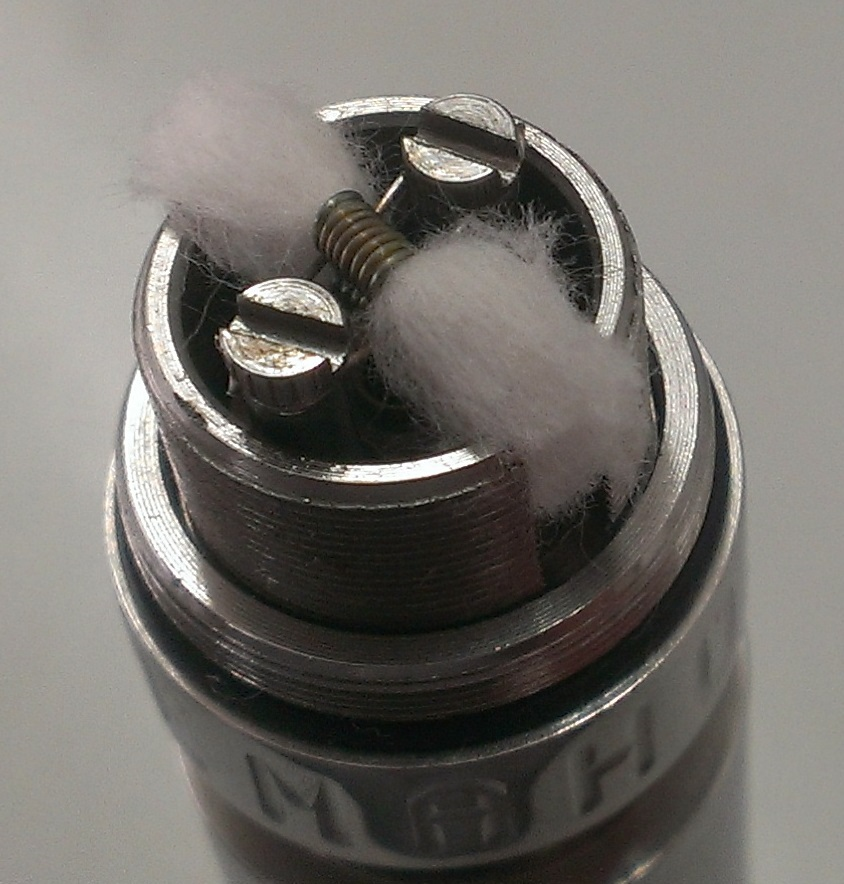
Offener Selbstwickelverdampfer mit Heizwendel und Watte als Liquidträger

Es gibt eine Vielzahl unterschiedlicher auf dem Markt befindlicher Geräte, die sich in Verdampferprinzip, Liquidkapazität, Akkukapazität und eventueller Regelung der Versorgungsspannung unterscheiden. Einwegsysteme werden eher wenig von ständigen Konsumenten der E-Zigarette benutzt. Dazu zählen etwa die optisch einer Filterzigarette nachempfundenen „Cig-a-likes“ und einige der sogenannten E-Shishas. E-Shishas besitzen eine bunte Optik, enthalten süßliche Aromastoffe und meist kein Nikotin. Typischerweise verwenden dauerhafte E-Zigaretten-Konsumenten Systeme mit aufladbaren Akkus und nachfüllbaren Verdampfern, wobei der Verdampfer und das ihn mit elektrischer Spannung versorgende Gerät – je nach Typ als Akku oder Akkuträger bezeichnet – zumeist über ein Schraubgewinde leitend verbunden werden. Damit lassen sich in der Regel beide Teile des Gerätes nach Anforderung und Geschmack des Käufers einzeln erwerben, kombinieren und austauschen. Einzelne Hersteller verwenden davon abweichend proprietäre Verbindungsmechanismen zwischen Verdampfer und Akku.

### Verdampfereinheit

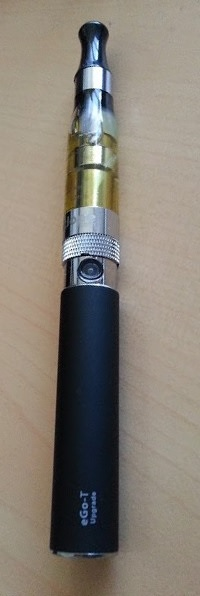
E-Zigarette der zweiten Generation

In den meisten Verdampfern befindet sich ein Verdampferkopf mit einer oder mehreren Heizspiralen (englisch: coils), welche vom Akku mit Energie versorgt werden. Die zu verdampfende Flüssigkeit, das Liquid, gelangt durch Kapillarwirkung des Liquidträgers in den Verdampferkopf, wird erhitzt und im Luftstrom vernebelt. Als Liquidträger kommen Wattebüschel, Dochte aus Glasfaser oder Metall oder Siebplatten aus Metall oder Keramik zum Einsatz. Im Verdampfer befindet sich ein Luftströmungskanal. Bei der Mehrzahl der Geräte ist der Volumenstrom regelbar. Sobald der Benutzer am Mundstück zieht und den Knopf zum Beheizen der Heizspule drückt (bei einigen Geräten auch vollautomatisch), wird mit dem Luftstrom der produzierte „Dampf“ (tatsächlich handelt es sich um ein Aerosol) transportiert und kann inhaliert oder gepafft werden.
Liquidträger und Heizdraht besitzen eine im Vergleich zu den anderen Komponenten sehr begrenzte Lebensdauer. Daher kommt es den Erfordernissen des Betriebes entgegen, diese Verschleißteile leicht wechseln zu können. Verdampfertypen können danach unterschieden werden, wie dieses Verbrauchsmaterial gewechselt werden kann:
Einweg-Verdampfer/POD-SystemeHeizwendel und Liquidträger sind fest mit dem Vorratstank verbaut, der vorbefüllt oder befüllbar sein kann. Bei einem POD-System muss die gesamte Einheit aus Verdampfer und Tank ersetzt werden, wenn das Liquid aufgebraucht oder die Heizwendel „verbraucht“ ist.
Verdampfer mit wechselbaren KöpfenIn der Verdampfereinheit befindet sich die Wendel und der Liquidträger. Dieser Kopf mit der Wendel und dem Liquidträger kann gewechselt werden.
Selbstwickelverdampfer (SWVD)Der Benutzer hat direkten Zugriff auf Trägermaterial und Heizwendel und kann diese beliebig auswechseln und anpassen.
Die meisten Verdampfer haben einen Vorratstank für Liquid. Bei modernen Geräten sind Verdampfer und Vorratstank in einer Baugruppe vereint (sogenannte „Clearomizer“, ein Kofferwort aus clear und atomizer). Diese besteht aus Glas (meist Pyrex), Metall (meist Edelstahl) oder Kunststoff (meist PMMA). Letzteres kann durch Bestandteile einiger Aromen angegriffen werden. Durch Unterdruck oder Kapillareffekt wird Liquid aus dem Tank in die Verdampferkammer transportiert. Einige Geräte der zweiten Generation (z. B. Ego-T) besaßen einen von der Verdampfereinheit getrennten Tank (auch „Depot“ genannt), welcher auch als Einwegkartusche ausgeführt sein konnte. Es existieren auch kompakte Geräte, bei welchen die Verdampfereinheit mit einem proprietären Befestigungsmechanismus mit dem Akku in einem einzigen Gehäuse vereint sind. Diese Geräte werden gelegentlich auch vom Hersteller als POD-Systeme bezeichnet, obwohl deren Verdampferköpfe einzeln gewechselt werden können.
Rebuildable Base for Atomizer (RBA)
Der Begriff RBA steht für „Rebuildable Base for Atomizer“ und bezeichnet eine spezielle Variation eines Verdampferkopfes, bei dem der Nutzer Heizwendel und Trägermaterial selbst einbauen muss und den man statt eines vorgefertigten Verdampferkopfes verwenden kann. RBA sind nicht für jeden Verdampfer erhältlich.
Rebuildable Dripping Atomizer (RDA)
Verdampfer ohne Tank sind sogenannte Tröpfelverdampfer („Tröpfler“, „Dripper“). Das zumeist hochviskose (glycerinreiche) Liquid wird bei ihnen direkt auf Heizspirale und Liquidträger getröpfelt. Dies reicht bei Tröpflern üblicherweise für 5–20 Züge. Wenn der Liquidvorrat verdampft ist, muss nachgetröpfelt werden. Tröpfler mit einem hohlen Mittelpin (Pluspol) lassen sich von unten während des Gebrauchs nachfüllen – die dazu passenden Akkuträger mit wiederbefüllbarem Reservoir werden Squonker (abgeleitet von to squeeze ‚pressen‘) genannt. Dazu wird eine integrierte elastische Miniaturflasche, die den Tröpfler mit einem Schlauch verbindet, mit dem Daumen zusammengedrückt.
Rebuildable Tank Atomizer (RTA)
Bei diesem Verdampferprinzip ersetzt eine im Tank eingefasste Wickelbasis den Verdampferkopf. Der Heizdraht wird zwischen einen positiven sowie einen negativen Pol montiert. Im nächsten Schritt wird Watte durch den eingesetzten bzw. die eingesetzten Drähte gezogen und an ihren jeweiligen Liquideinlässen platziert und mit einer glockenförmigen, an den Kamin anschließenden Hülse verschlossen. Die Tankeinheit sitzt bei diesem Verdampfertyp über der Verdampferkammer.
Rebuildable Dripping Tank Atomizer (RDTA)
Als RDTA werden Tanks bezeichnet, die im Grunde genommen einen Tröpfler mit einem Tank darstellen. Die bei einem Tröpfler in die Liquidrinne gelegte Watte wird durch Löcher in den sich darunter befindlichen Tank gelegt, oder das Liquid wird mittels spezieller Dochte (meist Edelstahlseile) aus selbigem gefördert, um die Heizwendel(n) mit Liquid zu versorgen. Meist befindet sich die Tankeinheit unter dem Verdampferteil, kann aber auch darüber liegen. Im Vergleich mit normalen Tankverdampfern wird bei RDTA die Wicklung auch immer direkt von der Seite her mit Luft angeströmt. Technisch gesehen ist ein RDTA-Verdampfer also ein ganz normaler RTA, mit dem Unterschied, dass die Heizwendel sich nicht im bzw. unter dem Tank, sondern außerhalb davon befindet. Hier ist umstritten, ob ein RDTA einfach RTA zuzuordnen ist, oder ob es eine Subkategorie darstellt.
Cartomizer
Mittlerweile eher ungebräuchlich sind die Cartomizer, bei denen kein eigentlicher Liquidtank vorhanden ist, sondern eine Kartusche mit einem Trägermaterial – meist Watte –, das als Liquidspeicher dient. Diesen Speicher kann man selbst neu befüllen oder als bereits gefüllte Kartusche kaufen.
Decktypen: Single-Coil-Deck, Dual-Coil-Deck, Three-Post-Deck, Postless-Deck, Clamp-Style-Deck (Goon-Style-Deck), Mesh-Deck, Two-Post-Deck (Velocity-Style-Deck), Four-Post-Deck.
Häufig verwendete Drahttypen: Runddraht, Flachdraht, Clapton, Fused Clapton, Staple, Multi Strands, Twisted, Staggered, Alien Clapton, Staggered Fused Clapton, Juggernaut, Staple, Framed Staple, Framed Staple Alien, Chain Link, Dragon Skin, Mesh. Die gängigsten Materialien sind FeCrAl (Kanthal; A1, A oder D), Edelstahl (304/316/317), Nickelchrom (Ni80), Nickel, Titan und in seltensten Fällen Wolfram, da Wolfram einen sehr niedrigen Widerstand hat.
510-Gewinde
Zur Verbindung der Baugruppen Akku und Verdampfer wird eine lösbare elektrisch leitende Verbindung benötigt. Neben Steckverbindern und Bajonettverschlüssen wurde bereits bei Geräten der zweiten Generation ein Schraubgewinde verwendet, welches sich mittlerweile als inoffizieller Standard durchgesetzt hat. Beim 510-Gewinde handelt es sich um ein metrisches ISO-Feingewinde gem. DIN 13-3 mit einem Gewindedurchmesser von 7,00 mm und einer Gewindesteigung von 0,50 mm (Kurzbezeichnung: MF7x0,5). Die Stromzufuhr ist koaxial ausgeführt, d. h. das Innengewinde der Akkueinheit dient als Masse und der Schraubverbinder des Verdampfers ist als durchbohrter Gewindebolzen ausgeführt, in dem isoliert der zweite Kontakt geführt wird. Dieser berührt eine entsprechende, ebenfalls gegen das Gehäuse isolierte Kontaktfläche am Grund des versenkt ausgeführten Gewindes der Akkueinheit. Durch mangelhafte Einhaltung der Toleranzen konnte bei Geräten der zweiten Generation der elektrische Kontakt ausbleiben. Verschmutzungen können zu Kurzschlüssen durch Kriechströme führen. Geräte der dritten Generation überwachen sowohl auf Unterbrechung und Kurzschluss und schalten sich ab.

### Akkueinheit

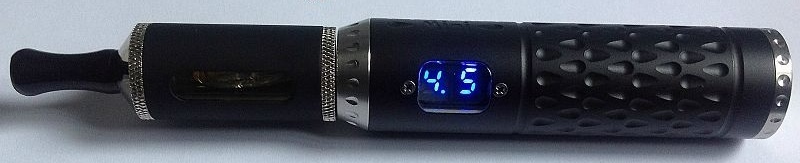
Geregelter Träger mit Verdampfer

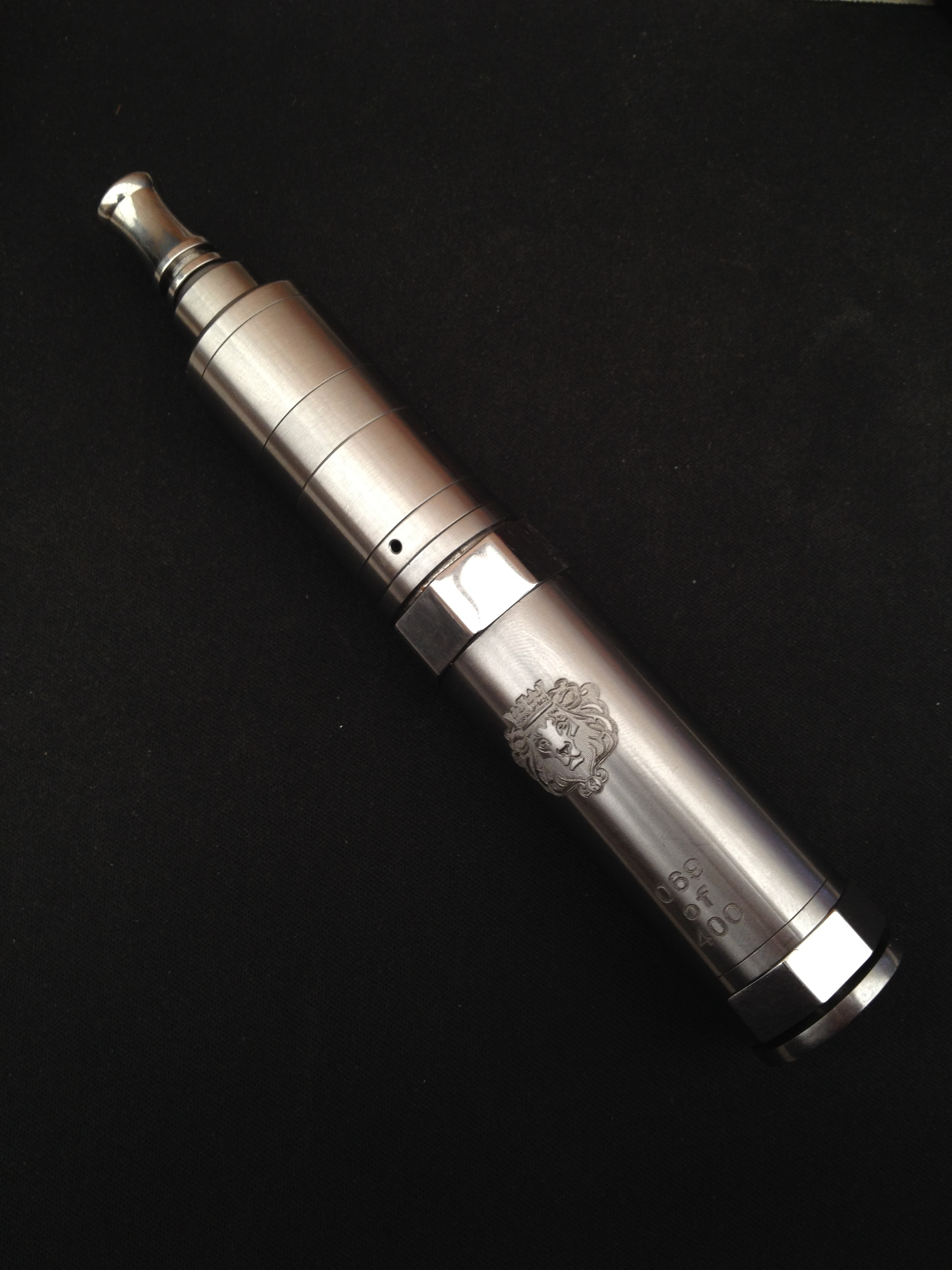
Ungeregelter Akkuträger mit Selbstwickelverdampfer

Den sogenannten eGo-Akku (nach der Bauform in den weit verbreiteten E-Zigaretten des Typs eGo des Herstellers Joyetech) gibt es seit mehreren Jahren in verschiedenen Kapazitäten. Seine Spannung kann zumeist nicht geregelt werden und liegt bei 3,7 Volt. Es gibt auch einige Modelle mit einem VariableVolt-Modus (VV) und LCD-Anzeige. Die Spannung solcher Akkus kann vom Benutzer zwischen 3,3 und 4,8 Volt individuell eingestellt werden. Auch diese Akkus gibt es in unterschiedlichen Kapazitäten von verschiedenen Herstellern. Die eGo-Akkus haben einen Durchmesser von ca. 12 bis 19 Millimetern je nach Bauweise und Kapazität. Ebenso ist bei diesen Akkus auf dem Kontakt für den Verdampferkopf meistens ein Doppelgewinde angebracht – ein Überwurfgewinde für die formschlüssige Verbindung des eGo-kompatiblen Verdampfers sowie ein 510-Gewinde für den elektrischen Kontakt.
Fortgeschrittene Nutzer verwenden oft Akkuträger (auch Wechselakkuträger), in denen sich handelsübliche Lithium-Ionen-Zellen oder seltener Lithium-Mangan-Zellen befinden, die ausgetauscht werden können. Sie geben geregelt oder ungeregelt die gespeicherte Energie an den Verdampfer ab. Akkuträger verfügen fast ausschließlich über ein eingelassenes 510-Gewinde ohne zusätzliches eGo-Gewinde, da die in der Regel für diese Leistungsklasse verwendeten Verdampfer sehr häufig getrennt erworben werden und nicht für die Verwendung mit eGo-Akkus geeignet sind und deshalb auch nicht über ein entsprechendes Doppelgewinde verfügen.
- Bei den regelbaren Akkuträgern kann die Spannung (VV – für variable voltage) oder die Leistung (VW – für variable wattage) durch eine elektronische Schaltung oder einen integrierten Schaltkreis angepasst werden. Komfort- und Sicherheitsfunktionen (Überspannungs-, Unterspannungs- und Temperaturschutz, Widerstandsmessung) sind meist in diese Schaltungen integriert. Viele Akkuträger können zusätzlich über die Temperatur der Heizwendel reguliert werden (TC – temperature control oder VT – variable temperature), wenn diese einen spezifischen Widerstand aufweist (meist aus Nickel-, Titan- oder Edelstahldraht). Hierbei wird der sich verändernde Widerstand gemessen und anhand in der Elektronik hinterlegter Werte (Temperaturkoeffizienten) der verwendeten Drahtmaterialien die aktuelle Temperatur berechnet. Die Elektronik steuert die Leistung selbsttätig so, dass die vom Nutzer eingestellte Temperatur möglichst erreicht, aber nicht überschritten wird.

### Verbrauchsstoff (Liquid)
Die zu verdampfende Flüssigkeit wird Liquid genannt und besteht aus Propylenglycol (Lebensmittelzusatzstoff E 1520) und Glycerin (Lebensmittelzusatzstoff E 422). Die Bestandteile werden mit PG für Propylenglycol und VG für vegetable glycerin (pflanzliches Glycerin) abgekürzt. Reines Wasser (H2O), geringe Teile von Lebensmittelaromen und Nikotin sind optional. Abgesehen vom Nikotin finden sich diese Inhaltsstoffe auch in den seit Jahrzehnten gebräuchlichen Nebelfluiden für Nebelmaschinen, das bei seiner üblichen Verwendung aber in wesentlich geringerer Konzentration eingeatmet wird. Der Dampf des Liquids transportiert dabei Nikotin und andere im Liquid enthaltene Stoffe; seine Inhalation soll sich ähnlich wie die von Zigarettenrauch anfühlen.

#### Trägerstoffe
Die Trägerstoffe Glycerin und Propylenglykol dienen vor allem der Erzeugung eines vom Konsumenten als angenehm empfundenen Nebels. Die hygroskopische Wirkung dieser Stoffe bewirkt eine zusätzliche Anreicherung von Wasser aus der Umgebungsluft, welche die Dampfdichte steigert. Dabei wirkt Glycerin stärker als Propylenglykol, sofern das verwendete Gerät eine ausreichende Leistung zur Verfügung stellt. Das Verhältnis der beiden Trägerstoffe dient auch zur Einstellung der Viskosität des Liquids. Diese muss ausreichend gering sein, um ein Trockenlaufen des Verdampfers zu verhindern (siehe Abschnitt Dry-Hit). Gleichzeitig führten Dichtigkeitsprobleme von Geräten älterer Bauart dazu, dass sich Liquide mit zu geringer Viskosität allzu oft in die Taschen der Besitzer entleerten. Die allgemein leistungsstärkeren modernen Geräte vermögen das Liquid im Tank besser vorzuwärmen, so dass die Geräte auch glycerinreichere Liquide ohne Trockenlaufen verdampfen können. Da auch Dichtigkeitsprobleme überwiegend behoben sind, bestehen aktuell kaum noch technische Grenzen bei der Zusammensetzung des Liquids.
Propylenglykol eignet sich besser als Trägerstoff für Aromen und Nikotin, verursacht jedoch eine geringe Dehydratation der Mundschleimhäute, welche von Teilen der Konsumenten als unangenehm empfunden wird. Dementsprechend besteht ein allgemeiner Trend zu glycerinreicheren Liquiden, wobei die fehlenden Trägereigenschaften durch höhere Leistung der Geräte kompensiert wird. Als weitere Möglichkeit der Feinabstimmung besteht die Zumischung von Wasser zur Minderung der Dehydrationswirkung sowie zur Steigerung der Dampfdichte und zur Viskositätseinstellung.

#### Nikotindosierung
Die Nikotindosierung wurde von einigen Herstellern ursprünglich nur mit Umschreibungen wie „mild“, „weak“, „strong“, „medium“ gekennzeichnet. Seit 2016 ist die Angabe in Milligramm pro Milliliter (mg/ml) gesetzlich vorgeschrieben (§ 27 TabakerzV). Die gesetzlich zulässige Höchstkonzentration des Nikotins in gebrauchsfertigen Liquiden beträgt seit 2016 20 mg/ml mit einer zusätzlichen Mengenbegrenzung von 10 ml per Verkaufseinheit. Der Verband der deutschen E-Zigaretten-Hersteller (VdeH) gab bereits vorher eine entsprechende Selbstverpflichtung ab.
Üblicherweise werden bei Vergleichen die Nikotinmengen des Zigarettenrauches einer Zigarette mit dem analytischen Nikotingehalt des Liquids verglichen. Die meisten Zigaretten enthalten jedoch deutlich mehr Nikotin (im Durchschnitt 12 mg). Das Aerosol einer elektrischen Zigarette besitzt zwar ungefähr die gleiche Nikotinkonzentration wie das Liquid, jedoch werden die Nebeltröpfchen des Aerosols mehr oder weniger stark durch angesogene Luft verdünnt, so dass ein direkter Vergleich zwischen Rauch und Dampf gar nicht möglich ist. Darüber hinaus besteht auch keine direkte Vergleichsmöglichkeit der Nikotindosierungen, welche mit jedem Zug der verschiedenen Produkte aufgenommen werden, der sogenannten Nikotinretention.
Eine am 23. Mai 2013 veröffentlichte Studie zeigt, dass der Nikotingehalt auf den Liquidflaschen in der Regel korrekt angegeben wird. Weiterhin wurde in dieser Studie nach Beimengungen und Abbauprodukten des Nikotins gesucht, wobei Verunreinigungen von bis zu 4,4 % des Nikotinanteils festgestellt wurden, mit einer Häufung bei 1 bis 2 % des Nikotinanteils. Dies betraf vor allem Nikotin-N-oxide, Anabasin, Anatabin, Cotinin und Myosmin. Die eine Hälfte der getesteten Produkte entsprach den medizinischen Standards. In der anderen Hälfte wurden Verunreinigungen gefunden, die über dem zulässigen Niveau für Nikotinprodukte gemäß Europäischem Arzneibuch lagen, aber unter dem Niveau, bei dem sie gesundheitlichen Schaden verursachen würden.
Da private Endverbraucher seit dem 20. Mai 2017 keine nikotinhaltigen Produkte in größeren Gebinden als 10 ml erwerben dürfen, wurden verschiedene neue Produkte eingeführt, um Nutzern weiterhin das individuelle Mischen ihrer Liquide zu ermöglichen. Als Nikotinquelle wurden Nachfüllbehälter in der maximal erlaubten Dosierung von 20 mg/ml, sogenannte „Nikotinshots“, auf den Markt gebracht, welche dem nikotinfreien Basisliquid nebst Aromen zugemischt werden können. Zusätzlich entstanden weitere nikotinfreie Produkte mit einem leicht überdosierten Aromaanteil, um die Zugabe der nikotinhaltigen Lösung zu kompensieren. Teilweise werden diese Produkte in Mischflaschen mit einer Volumenreserve zur Zugabe der Nikotinlösung angeboten.
Da höhere Nikotingehalte von mehr als 3 mg/ml von vielen Nutzern bereits als unangenehm empfunden werden, haben sich, der Rezeptur von Juul folgend, vereinzelt Hersteller von Liquids darauf verlegt, ihre Formulierungen ebenso mit zusätzlich protoniertem Nikotin – d. h. in den sauren Bereich verschobenen Nikotinsalzen – anzubieten. Bei der Salzbildung kommen Benzoesäure, Milchsäure, Lävulinsäure, Salicylsäure, Äpfelsäure und Weinsäure zur Anwendung. Der analytische Gesamtgehalt an Nikotin muss in diesen Rezepturen ebenfalls den gesetzlichen Vorgaben entsprechen und darf die Höchstgrenze nicht überschreiten.

#### Aromen
Grundsätzlich eignen sich alle Aromen zur Verwendung in Liquiden, sofern diese mit den Trägerstoffen Propylenglykol und Glycerin mischbar sind. Die naheliegende Verwendung von handelsüblichen Lebensmittelaromen hat dazu geführt, dass von Seiten der Aromenhersteller speziell auf die Trägerstoffe optimierte Produkte entwickelt wurden. Einen gewissen Anteil machen dabei Tabakaromen aus, welche teilweise aus Tabakpflanzen gewonnen und teilweise auch flavoristisch nachgestellt werden. Ebenfalls bedeutsam sind natürliche Öle aus Pfefferminze, Orange oder anderen Zitrusfrüchten, welche durch geeignete Emulgatoren in eine mit Propylenglycol und Glycerin mischbare Form überführt werden. Hinzu kommen noch spezielle Aromen, welche lediglich einen süßen oder sauren Geschmack tragen oder (ähnlich Menthol) einen Kühleffekt vermitteln. Die Bandbreite der möglichen Geschmacksrichtungen ist dabei fast unbegrenzt und kann durch Kombination der unterschiedlichen Geschmacksrichtungen praktisch unendlich erweitert werden.
Bestimmte Aromen können sich gelegentlich entmischen, vor allem, wenn das Liquid Wasser enthält. Die gelösten Feststoffe im Aroma reichern sich bei Gebrauch an und können sich auf den Heizwendeln des Verdampfers oder dem Liquidträger (Watte, Sieb oder Docht) ausfallen. Innerhalb der üblichen Lebensdauer des Verdampfers wirkt sich dieser Effekt nur bei extremer Dosierung einiger Bestandteile aus (sogenannte „Coil Killer“). Aus diesem Grund können natürliche Zucker und Peptide nicht zur Aromatisierung von Liquiden verwendet werden.
Die gelegentlich kolportierte Aussage, dass bestimmte Geschmacksrichtungen ein besonders hohes Risiko bergen, ist grundsätzlich falsch. Die Aromaindustrie vermag die allermeisten Geschmackseindrücke durch verschiedene Inhaltsstoffe zu erzeugen. Eine Studie der Harvard T.H. Chan School of Public Health fand in 75 % von 51 getesteten Liquiden die Zusatzstoffe Diacetyl, 3-Hydroxy-2-butanon und Acetylpropionyl. Da diese Studie den US-amerikanischen Markt betraf, kann keine Aussage für den deutschen Markt daraus hergeleitet werden. Die genannten Stoffe sind in der Europäischen Union als Aromastoffe für Lebensmittel zugelassen. Die Aromahersteller in Deutschland bieten aber auch vergleichbare Produkte ohne diese Stoffe an. Diacetyl und einige Derivate sind neben weiteren Stoffen gemäß § 28 TabakErzV i. V. m. Anhang 2 als Inhaltsstoffe für nikotinhaltige Liquide verboten.

### Dry-Hit
Bei der E-Zigarette wird ein Abriss des Liquid-Nachflusses zur Heizwendel und der damit einhergehende unangenehme, verbrannte Geschmack (umgangssprachlich „kokelig“) als Dry-Hit oder auch Dry-Puff bezeichnet. Wenn kein ausreichender Nachfluss an Liquid stattfindet, wird die Heizwendel nicht mehr ausreichend gekühlt. Infolgedessen überhitzt sie insbesondere bei Benutzung von Geräten ohne aktive Temperaturkontrolle und ein Großteil des Liquides zersetzt sich, anstatt verdampft zu werden, wobei die Entstehung potenziell schädlicher Substanzen möglich ist. Aus Glycerin kann sich das giftige und stark reizende Acrolein bilden.
Gründe für das Trockenlaufen des Verdampfers können vielfältig sein:
- mechanische Defekte, insbesondere fehlerhaft eingesetzte Liquidkartuschen oder Tanks
- unzureichender Füllstand des Liquidbehälters
- zu hohe Viskosität des verwendeten Liquids
- Abreißen des Nachflusses durch zu viel Watte

Mechanische Defekte treten aktuell sehr selten auf, da die Herstellungsqualität der Geräte allgemein deutlich verbessert wurde. Geräte mit Kapsel- oder Tanksystemen geraten außerdem zunehmend außer Gebrauch. Ein unzureichender Füllstand kündigt sich dem Benutzer durch nachlassendes Dampfvolumen an, außerdem kann der Füllstand selbst bei Geräten der ersten Generation leicht optisch überprüft werden. Die unzureichende Viskosität des Liquids, vor einigen Jahren noch häufigste Ursache, stellt aktuell kein Problem mehr dar (siehe vorangehender Abschnitt Verbrauchsstoff).

### Analytik der inhalierten Stoffe
Zur Bestimmung der inhalierten Stoffe kommen nach angemessener Probenvorbereitung vor allem die Kopplung der Gaschromatographie und der HPLC mit der Massenspektrometrie zum Einsatz. Diese analytischen Methoden können auch eingesetzt werden, um karzinogene Substanzen im Urin von Benutzern der E-Zigaretten und regulären Rauchern zu bestimmen.

### Technische Entwicklung
Seit ihrer Markteinführung hat sich Design und Funktionsvielfalt von E-Zigaretten stark verändert.
- Erste Generation: Aussehen einer Tabakzigarette; Tank und Verdampfer kombiniert und nicht wiederverwendbar; Watte als Liquidträger[32]
- Zweite Generation: größere Bauform; Trennung von Tank und Verdampfer; Glasfaser oder Edelstahlsieb als Liquidträger[33]
- Dritte Generation: Rohroptik; mechanische Mods und Mods mit variabler Einstellung der Leistung; Selbstwickelverdampfer werden üblich; Watte als Liquidträger[34]
- Vierte Generation: Boxoptik; Temperaturkontrolle für Wendel aus Nickel, Titan oder Edelstahl; Heizwendel mit einem Widerstand unter 1 Ω (Subohm) werden üblich; neben Watte auch Bambusfaser, Edelstahlseil, Mesh (Drahtsieb) oder Keramik als Liquidträger[35]

## Recht

### Europäischer Binnenmarkt
Am 29. April 2014 wurde die EU-Richtlinie 2014/40/EU (EU-Tabakrichtlinie) veröffentlicht und trat 20 Tage danach in Kraft. Sie soll in den Mitgliedstaaten elektronische Zigaretten (gemäß der EU-Richtlinie definiert als „ein Erzeugnis, das zum Konsum nikotinhaltigen Dampfes mittels eines Mundstücks verwendet werden kann, oder jeden Bestandteil dieses Produkts, einschließlich einer Kartusche, eines Tanks, und des Gerätes ohne Kartusche oder Tank“) und Nachfüllbehälter („ein Behältnis, das nikotinhaltige Flüssigkeit enthält, die zum Nachfüllen einer elektronischen Zigarette verwendet werden kann“) regulieren, die aufgrund ihrer Bestimmung und Funktion weder durch den Gemeinschaftskodex für Humanarzneimittel noch durch die Medizinprodukterichtlinie reguliert sind. Vorgesehen ist, dass nikotinhaltige Flüssigkeiten im Rahmen der Richtlinie nur vermarktet werden dürfen, wenn ihr Nikotingehalt 20 Milligramm pro Milliliter nicht übersteigt; Nachfüllbehältnisse sollen maximal 10 Milliliter fassen dürfen. Weitere Regelungen betreffen eine gleichmäßige Nikotinabgabe und technische Spezifikationen (Kartuschen-/Tankvolumen, Auslaufschutz beim Nachfüllen, Kindersicherung). Strikte Vorschriften sind für die Kennzeichnung geplant, so ist beispielsweise auch ein Beipackzettel vorgesehen. Hersteller und Importeure von elektronischen Zigaretten und Nachfüllbehältern sollen die Produkte (inklusive umfangreicher Daten, u. a. zu Toxikologie der Inhaltsstoffe und Emissionen der E-Zigarette) den zuständigen Behörden vor dem Inverkehrbringen anzeigen. Die Richtlinie sieht ferner vor, dass Hersteller, Importeure und Vertreiber den zuständigen Behörden Verkaufsdaten (Mengen, Verkaufsart, Vorlieben verschiedener Verbrauchergruppen) und schädliche Auswirkungen melden müssen. Werbung für die Produkte soll verboten sein. Nikotinfreie Verbrauchsflüssigkeiten fallen nicht unter den Regelungsbereich der Tabakrichtlinie.
Die Mitgliedstaaten mussten die Richtlinie bis Mai 2016 national umsetzen. Für nikotinhaltige E-Zigaretten gelten seit dem 20. Mai 2016 in Deutschland die Regelungen des Tabakerzeugnisgesetzes (TabakerzG, Gesetz über Tabakerzeugnisse und verwandte Erzeugnisse) und in Österreich die des entsprechend geänderten Tabakgesetzes (TNRSG, Tabak- und Nichtraucherinnen- bzw. Nichtraucherschutzgesetz).
Zuvor hatte es in Deutschland Kontroversen über die Produktabgrenzung gegeben, die bedeutsam für die Regelung der Verkehrsfähigkeit von Produkten ist. Nikotinhaltige Liquids waren trotz der pharmakologischen Wirkung des Nikotins nicht als Arzneimittel anzusehen, solange sie nicht als Mittel zur Heilung, Linderung oder Verhütung von Krankheiten vermarktet („präsentiert“) wurden. Ein entsprechendes Urteil des Oberverwaltungsgerichts Münster vom September 2013 hatte das Bundesverwaltungsgericht im November 2014 bestätigt. Mit einem im Februar 2016 veröffentlichten Urteil vom 23. Dezember 2015 hatte der BGH Liquids, die aus Rohtabak erzeugtes Nikotin enthielten, als Tabakerzeugnis eingestuft. Da solche Liquids neben Nikotin andere Beimischungen wie Glyzerin oder Aromen enthalten, was nach gültigem Recht nicht zulässig war, war der Handel bis zur Umsetzung der neuen EU-Tabakrichtlinie Ende Mai 2016 illegal.
In Österreich beschloss das Parlament im Dezember 2014, dass ab dem 1. Oktober 2015 Einweg-E-Zigaretten und Liquids (sowohl nikotinhaltige als auch nikotinfreie) ausschließlich in Tabaktrafiken verkauft werden dürfen. Wiederaufladbare und wiederbefüllbare E-Zigaretten fielen weiterhin nicht unter das österreichische Tabakmonopolgesetz. Dieser Beschluss wurde am 3. Juli 2015 vom österreichischen Verfassungsgerichtshof für verfassungswidrig erklärt und damit fallengelassen; E-Zigaretten und E-Liquids können also weiterhin frei in Österreich verkauft werden.
Unbeschadet der gesetzlichen Regelungen des Tabakerzeugnisrechts gilt für nikotinhaltige Produkte auch das Chemikalienrecht.
Steuerlich sind Liquids in Deutschland unabhängig vom Nikotingehalt seit dem 1. Juli 2022 mit 0,16 Euro pro Milliliter belastet. Der Steuersatz erhöht sich in Einzelschritten bis zum 1. Januar 2026 auf 0,32 Euro pro Milliliter (§ 2 TabStG).
Belgien verbietet seit dem 1. Januar 2025 Einweg-E-Zigaretten. Es ist der erste europäische Staat mit einem solchen Verbot.

### Außerhalb der EU
In der Schweiz ist die elektrische Zigarette seit April 2012 nicht als Tabakfabrikat oder Ersatzprodukt eingestuft, da sie weder Tabak enthält noch teilweise aus Tabak besteht. Außerdem sind die Liquide von der Tabaksteuer befreit. Mit dem neuen Tabakproduktegesetz von 2024 wurde die bisherige Freizügigkeit stark einschränkt. So ist seit dem 1. Oktober 2024 die Abgabe von elektronischen Zigaretten an Minderjährige schweizweit verboten. In den Kantonen Jura und Wallis trat im selben Jahr zusätzlich ein vollständiges Verbot von Einweg-E-Zigaretten in Kraft; über ein landesweites Verbot wird diskutiert.
In Australien dürfen E-Zigaretten seit dem 1. Juli 2024 nur noch in Apotheken verkauft werden. Sie müssen neutrale Verpackungen haben und dürfen keine Aromastoffe enthalten. Apotheker müssen ihre Kunden über Gesundheitsrisiken aufklären, bevor sie Vapes verkaufen. Jugendliche unter 18 Jahren brauchen ein Rezept. Eine im Juli 2025 veröffentlichte nationale Studie namens Generation Vape des Cancer Council Australia wies laut BBC deutlich gesunkene Nutzungsanteile bei Teenagern nach der Gesetzesänderung nach.
Im Vereinigten Königreich ist der Verkauf von Einweg-Vapes ebenfalls seit 1. Juni 2025 verboten. Als Zielsetzung wird regierungsamtlich angegeben, sowohl die Jugendgesundheit zu fördern als auch die Vermüllung (littering) der Straßen und Plätze mit solchen weggeworfenen Einwegprodukten stark zu reduzieren.
In Vietnam ist seit dem Jahr 2025 „Produktion, Handel, Einfuhr, Transport und Benutzung von sämtlichen elektronischen Zigaretten“ verboten.

### Gebrauch in öffentlichen Räumen und Verkehrsmitteln (Deutschland)
Das Verwaltungsgericht Köln entschied am 25. Februar 2014, dass E-Zigaretten in der Gaststätte eines Klägers konsumiert werden dürfen, da eine E-Zigarette nicht im Sinne des Gesetzes „geraucht“ wird. In der E-Zigarette werde eine Flüssigkeit verdampft und kein Tabak verbrannt. Schon vom Wortsinn her würde hier nicht geraucht. Dieses Urteil wurde vom Oberverwaltungsgericht Münster bestätigt und eine weitere Revision nicht zugelassen.
Im Freistaat Bayern ist der Gebrauch von E-Zigaretten in Gaststätten nicht verboten, wenn diese mit einem Liquid betrieben werden.
Dem niedersächsischen Städte- und Gemeindebund liegen „keine konkreten Gefährdungshinweise und Beschwerden über den Gebrauch von E-Zigaretten vor. Ohne Rechtsgrundlage und verlässliche Erkenntnisse zu konkreten Gefahren können und dürfen die Städte und Gemeinden den Gebrauch von E-Zigaretten – zum Beispiel in Gaststätten – nicht untersagen.“
In Hessen dürfen auch elektrische Zigaretten nur in gekennzeichneten Raucherräumen genutzt werden. Das hessische Nichtraucherschutzgesetz regelt ein allgemeines Rauchverbot, macht aber keine Angaben zu Produktgruppen. Als Grund für das Rauchverbot für elektrische Zigaretten wird der vorsorgende Gesundheitsschutz genannt.
Der Nichtraucherschutz in öffentlichen Verkehrsmitteln wird über das Bundesnichtraucherschutzgesetz mit einem Rauchverbot geregelt. Die Verwendung von elektrischen Zigaretten ist gesetzlich nicht eingeschränkt. Betreiber des ÖPNV können entsprechende Verbote privatrechtlich festlegen. Die Deutsche Bahn untersagt in ihren Beförderungsbedingungen die Nutzung der elektrischen Zigarette in allen Zügen. Auf den Bahnhöfen ist die Verwendung von elektrischen Zigaretten außerhalb der „gekennzeichneten Raucherbereiche“ von der Hausordnung untersagt. Das Dampfen von E-Zigaretten ist ebenso wie das Rauchen nicht elektrischer Zigaretten in den gekennzeichneten Raucherbereichen erlaubt. Ebenso unterscheiden andere Verkehrsunternehmen im Bereich des Rauchverbotes nicht zwischen E-Zigaretten und herkömmlichen Zigaretten. Etwa bei den Kölner Verkehrsbetrieben KVB, der MVG in München oder der Hamburger Hochbahn AG ist die Benutzung von E-Zigaretten ebenso in allen Fahrzeugen und U-Bahn-Stationen verboten.

### Gebrauch in öffentlichen Räumen und Verkehrsmitteln (weltweit)

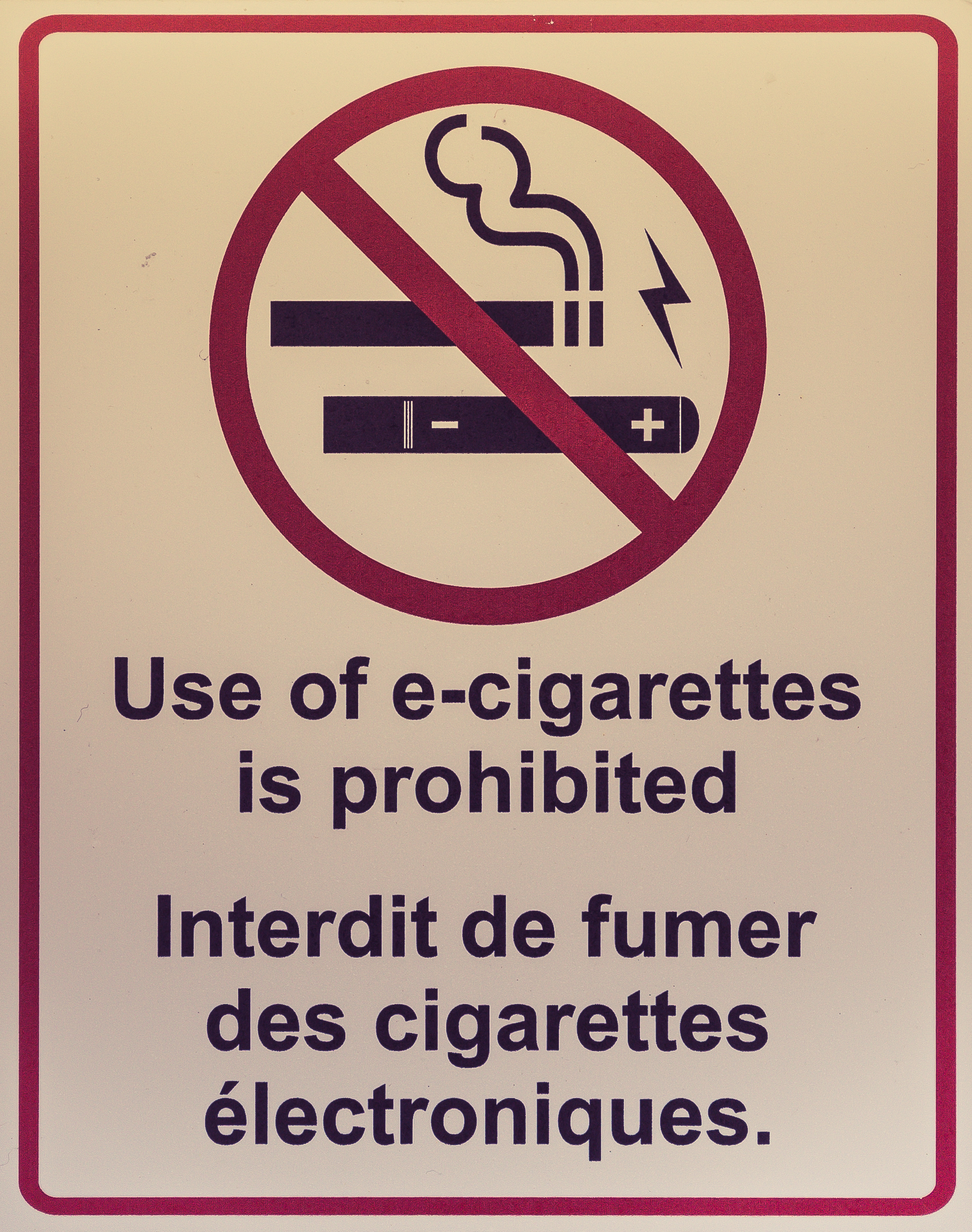
Verbotsschild (Kanada, 2015)

Nach den Raucherbestimmungen der US-amerikanischen Eisenbahngesellschaft Amtrak ist der Gebrauch elektrischer Zigaretten in allen Zügen und Bahnhöfen untersagt. Der Gebrauch rauchloser Zigaretten ist bei den meisten Fluggesellschaften weder ausdrücklich erlaubt noch untersagt. Eine Ausnahme stellt Air Canada dar, deren Bestimmungen für Handgepäck nur das Mitführen der elektrischen Zigarette erlauben, den Gebrauch aber untersagen. Seit September 2009 erlaubt die irische Fluggesellschaft Ryanair das Inhalieren aus rauchfreien Zigaretten und bietet diese auf ihren Flügen an. Die angebotenen rauchfreien Zigaretten kommen jedoch ohne jede Elektrik aus und sind somit nicht als elektrische Zigaretten zu bezeichnen. Das Verkehrsministerium der Vereinigten Staaten schlug im September 2011 vor, „den Gebrauch von elektronischen Zigaretten in Flugzeugen explizit zu verbieten“. Dieses Verbot sollte nicht nur für Flüge innerhalb der Vereinigten Staaten gelten, sondern für alle Flüge von und in die USA.
Singapore Airlines verbietet  beim Start im Zuge der Sicherheitsbelehrung die Benutzung elektrischer Zigaretten (Stand: Januar 2015).
Nach den aktuellen Vorschriften der ICAO dürfen E-Zigaretten aus Sicherheitsgründen nicht mehr im aufgegebenen Gepäck transportiert werden, sondern nur noch im Kabinengepäck. Außerdem ist das Aufladen der Akkus an Bord von Flugzeugen untersagt. In der medizinischen Fachliteratur sind einige Fälle dokumentiert, in denen es durch Ausgasung der Lithium-Ionen-Batterien der E-Zigarette zu Verletzungen (insbesondere Verbrennungen) des Benutzers gekommen ist. Die Situation ähnelt der anderer Geräte mit diesen Batterien, wie Smartphones.

### Verkauf an Jugendliche
Der bis Januar 2016 unregulierte Verkauf von E-Shishas und elektrischen Zigaretten an Minderjährige wurde in Deutschland kontrovers diskutiert, obwohl bei den betroffenen Fachhändlern der fast einstimmige Konsens bestand, keine E-Zigaretten oder Liquide an Kinder und Jugendliche zu verkaufen. Durch Änderung des Jugendschutzgesetzes wurde ab 1. April 2016 Verkauf und Abgabe von E-Shishas und E-Zigaretten mit und ohne Nikotin an Minderjährige verboten.
In der Schweiz wurden im September 2018 zwei Codices geschaffen. Einige Marktteilnehmer haben sich damit selber verpflichtet, ein Abgabeverbot an Minderjährige und verschiedene Werbeeinschränkungen einzuhalten. Indes gibt es beim Verkauf von E-Zigaretten auf Bundesebene bisher keine rechtlichen Vorgaben bezüglich dem Jugendschutz. Dies soll sich mit der Inkraftsetzung des neuen Tabakproduktegesetzes ändern.

## Nutzen in der Tabakentwöhnung
Nach einem Rauchstopp mildert die Verwendung von E-Zigaretten Rauchverlangen und Entzugssymptome. Dies trifft auch auf E-Zigaretten zu, die kein Nikotin enthalten. Konsumenten begründen diese empfundene Erleichterung mit dem Verweis auf die weiterhin bestehende Authentizität des imitierten Raucherlebnisses, dem Erhalten der Gewohnheiten, der Vergemeinschaftung mit Gleichgesinnten und der Identifikation mit der „Dampfer“-Szene.
Nach einzelnen Beobachtungsstudien mit uneinheitlichen Ergebnissen wurde im Februar 2019 eine englische multizentrische, randomisierte kontrollierte klinische Studie publiziert, die bei 886 Raucherinnen und Rauchern, die mit dem Rauchen aufhören wollten, den Gebrauch von E-Zigaretten mit konventionellen Nikotinersatzpräparaten verglich. Die E-Zigaretten-Gruppe erhielt ein kostenloses „Starter-Pack“ mit E-Zigarette und 30 ml nikotinhaltigem Liquid und musste weiteres Liquid selbst erwerben. In der Kontrollgruppe wurde eine Beratung durchgeführt und ein Nikotinersatzpräparat nach Wahl für drei Monate kostenlos zur Verfügung gestellt. Raucher beider Gruppen wurden ermuntert, einmal monatlich an Therapiesitzungen teilzunehmen. Die Teilnehmer waren im Median 41 Jahre alt, 48 % waren Frauen. Im Median wurden vorher 15 Zigaretten täglich geraucht, 42 % hatten schon vorher E-Zigaretten geraucht und 75 % bereits vorher Nikotinersatzpräparate versucht.
Nach einem Jahr waren mit 18,0 % der E-Zigaretten-Raucher signifikant mehr Teilnehmer noch abstinent als in der Kontrollgruppe mit 9,9 %. Dies ergab ein signifikantes relatives Risiko für erfolgreiche Abstinenz von RR = 1,83 und eine „Number needed to treat“ von zwölf Rauchern. In beiden Gruppen wurde der Ersatz als „less satisfying“ (weniger zufriedenstellend) als Zigaretten eingestuft, aber die E-Zigaretten wurden als hilfreicher und geeigneter bewertet, mit geringerer Irritabilität, weniger Ruhelosigkeit und weniger Konzentrationsstörungen sowie seltenerem plötzlichen Verlangen nach Zigaretten. Dafür wurden anfänglich mehr Atemprobleme und Mundirritationen berichtet. Allerdings verwendeten von denen, die nach einem Jahr noch abstinent waren, 80 % aus der E-Zigaretten-Gruppe diese weiter, und nur 9 % aus der Nikotinersatzgruppe den Nikotinersatz weiterhin.
Während inzwischen als Konsens gelten kann, dass E-Zigaretten weniger gesundheitsschädlich als klassische Zigaretten sind, da vor allem die Verbrennungsprodukte wegfallen, besteht weiterhin keine Einigkeit, ob sie zur Raucherentwöhnung geeignet sind, da sie ebenfalls eine hohe Rate von Dauerkonsumenten erzeugen. Daher sind in erster Linie die wissenschaftlich anerkannten Nikotinersatzpräparate zur Rauchentwöhnung zu empfehlen und E-Zigaretten allenfalls, wenn erstere nicht zu einer anhaltenden Abstinenz führen, und dann mit möglichst geringem Nikotin-Gehalt und für einen begrenzten Zeitraum.
Die Einschätzung des wesentlich verringerten Schadpotentials wurde im Oktober 2020 nochmals von der Cochrane Collaboration bestätigt: „Der wissenschaftliche Konsens lautet, dass E-Zigaretten wesentlich weniger schädlich sind als traditionelle Zigaretten, jedoch sind sie nicht risikofrei.“ Im gleichen kritischen Review über 50 Studien (35 neu analysierte seit letzter Ausgabe) gab es deutlich mehr Evidenz zum Nutzen bei der Rauchentwöhnung. So unterstützen nikotinhaltige elektronische Zigaretten mehr Menschen beim erfolgreichen Rauchentzug als andere Ansätze. Bei Verwendung nikotinhaltiger E-Zigaretten erhöhen diese die Chancen auf einen erfolgreichen Rauchstopp im Vergleich zu Nikotinkaugummis oder -pflastern erheblich. Noch deutlicher war der Vorteil im Vergleich zu verhaltenstherapeutischen Unterstützungsmaßnahmen (z. B. via Telefon) oder Rauchstoppversuchen ohne spezielle Unterstützung.

## Einstiegsprodukt
Eine Metaanalyse von 2018 kam zu dem Ergebnis, dass der Gebrauch von E-Zigaretten die Wahrscheinlichkeit einer späteren Anwendung herkömmlicher Tabak-Zigaretten deutlich erhöht (siehe Gateway-Hypothese):

“There is substantial evidence that e-cigarette use increases risk of ever using combustible tobacco cigarettes among youth and young adults.”

„Es gibt deutliche Hinweise darauf, dass der Gebrauch von E-Zigaretten bei Jugendlichen und jungen Erwachsenen das Risiko erhöht, jemals brennbare Tabakzigaretten zu konsumieren.“

Der Surgeon General of the United States als oberste Instanz des US-amerikanischen öffentlichen Gesundheitswesens stufte den E-Zigaretten-Konsum bei Jugendlichen aufgrund der Gesundheitsgefahren bereits als Epidemie für die USA ein und mahnte 2018 einen dringlichen Regulierungsbedarf an. Jugendlichen in den USA ist der Erwerb von Tabak und E-Zigaretten untersagt, da der US-Kongress am 16. Dezember 2019 eine entsprechende Gesetzesänderung mit der Heraufsetzung der Altersgrenze von 18 auf 21 Jahre billigte, die vier Tage später vom Präsidenten unterzeichnet wurde.
Es wird befürchtet, dass es durch die Verbreitung der E-Zigarette zu einer Renormalisierung des Rauchens und Dampfens im öffentlichen Raum kommt und damit „Nikotin wieder salonfähig“ werde. In einer Umfrage unter Schülern der 7. und 8. Jahrgangsstufe kannten fast alle Schülerinnen und Schüler bereits E-Zigaretten und 16 % hatten sie mindestens einmal genutzt. Dabei zeigte sich ein deutliches soziales Gefälle, wobei Gymnasiasten sie nur in 9 % bereits mindestens einmal gebraucht hatten. Diese Verstärkung von Gesundheitsschäden bei sozial Benachteiligten wird als „deprivation amplification“ bezeichnet.
Einer amtlichen Statistik aus Großbritannien zufolge lag der Anteil an Rauchern, die in ihrem Leben zuerst E-Zigaretten benutzten und danach Tabakprodukte, im Jahr 2019 bei null Prozent, nach 5,4 Prozent im Jahr zuvor.
Diverse weitere Studien konnten diese Vorbehalte aber nicht bestätigen und zeigten keinen kausalen Zusammenhang zwischen dem Konsum von E-Zigaretten und dem nachfolgenden Rauchen von Tabak.

## Gesundheitsrisiken

### Allgemein
Obwohl im Gegensatz zu Tabakrauch keine Stoffe verbrannt werden und kein Kohlenmonoxid, Blausäure, Arsen oder krebserzeugende polyzyklische aromatische Kohlenwasserstoffe erzeugt werden, enthalten manche Patronen der E-Zigarette atemwegsreizende Substanzen wie z. B. den Duftstoff Linalool.
Eine am 4. Dezember 2023 in Environmental Health Perspectives veröffentlichte Studie weist nach, dass das von E-Zigaretten erzeugte Aerosol auch Mischungen giftiger Metalle enthält, von denen einige mit Herz-Kreislauf-Erkrankungen, Nierenerkrankungen, Lungenkrebs und Parkinson in Verbindung gebracht werden. Die Metalle Blei, Zink, Zinn, Aluminium und Nickel gelangen über die Verdampfereinheit in das Aerosol.
Laut dem britischen Suchtforscher Peter Hajek sind E-Zigaretten für durchschnittliche Konsumenten – nicht aber Schwangere – um mindestens 95 % weniger schädlich als Tabakzigaretten. In Tier- und Zellversuchen wirkt E-Zigaretten-Aerosol dennoch entzündungsfördernd, erhöht oxidativen Stress, ist toxisch für Zellen und schädigt die DNA. Über die Langzeitwirkungen von E-Zigaretten und mögliche kardiovaskuläre Schäden gibt es noch nicht genügend Daten, um verlässliche Aussagen treffen zu können. Dasselbe gilt für die Frage, ob E-Zigaretten tatsächlich zu einer erfolgreichen Rauchentwöhnung beitragen.
Das deutsche Krebsforschungszentrum betonte im Jahre 2014 zu E-Zigaretten:

„Nikotin macht abhängig, fördert das Wachstum bestehender Tumoren und steht im Verdacht, Krebs zu erzeugen. Zudem schädigt Nikotin während der Schwangerschaft das Ungeborene. Es besteht die Gefahr einer Überdosierung für Konsumenten, die zu häufig hintereinander tief inhalieren und es besteht eine Vergiftungsgefahr für Kinder, wenn diese die Fläschchen mit den nikotinhaltigen Liquids probieren. Propylenglykol ist für den oralen Gebrauch als unbedenklich eingestuft, doch Studien zur Gefährdung durch Inhalation von Propylenglykol im E-Zigaretten-Aerosol fehlen. Die kurzfristige Exposition mit Propylenglykol-Nebel löst Atemwegsirritationen aus. Menschen, die in der Unterhaltungsbranche regelmäßig propylenglykolhaltigem Nebel (Theaternebel) ausgesetzt sind, leiden vermehrt an akuten und chronischen Atemwegsreizungen. Manche der verwendeten Aromastoffe können als Kontaktallergene wirken. Die Liquids und das Aerosol einiger E-Zigaretten enthalten Kanzerogene.“

Der 2015 vom englischen Gesundheitsministerium herausgegebene Bericht E-cigarettes: an evidence update enthielt die Aussagen:
- Der Gebrauch von Nikotin, außerhalb einer Schwangerschaft, berge lediglich ein kleines Gesundheitsrisiko und habe sogar Vorteile.
- Es bestehe keine Gefahr einer Nikotinvergiftung, wenn E-Zigaretten bestimmungsgemäß verwendet werden, jedoch sollten E-Liquids in „kindersicheren“ Verpackungen aufbewahrt werden.
- Die Gefahr von Feuer durch E-Zigaretten und die Gefahr der Vergiftung durch Einnahme von E-Liquids schienen vergleichbar mit ähnlichen Elektrogeräten (z. B. Mobiltelefonen und Laptops) und potenziell giftigen Substanzen, wie sie in jedem Haushalt vorkommen (z. B. Haushaltsreiniger), zu sein.
- E-Zigaretten-Konsum sei möglicherweise nicht zu 100 % sicher, aber die Abwesenheit der meisten Chemikalien, welche für durch das Rauchen verursachte Krankheiten verantwortlich sind, weisen auf eine eher begrenzte Gefahr hin. Die schon vormals geäußerte Schätzung, dass der Konsum von E-Zigaretten um mindestens 95 % weniger schädlich als der von Tabakzigaretten ist, scheine eine angemessene Schätzung zu sein.
- Es gebe keine Hinweise darauf, dass die E-Zigaretten-Nutzer gefährlichen Konzentrationen von Aldehyden ausgesetzt sind.

Im Vergleich zu Tabakrauch enthält das Aerosol von E-Zigaretten ca. 1000-mal weniger freie Radikale, allerdings ist die Konzentration dennoch relativ hoch. Freie Radikale führen zu oxidativem Stress, der die Entstehung einiger Krankheiten befördern kann.

### Mundgesundheit
Gemäß einer im Magazin Hindawi Scientifica am 30. August 2023 veröffentlichten Artikel trägt die orale Aufnahme von E-Liquids durch E-Zigaretten mit bestimmten Zusammensetzungen wie Aerosolen, insbesondere kariogener Zucker wie Saccharose, Fruktose, Glucose, Aldehyde und Stoffe wie Menthol, Zimt usw. signifikant zur Entstehung von Zahnkaries bei.

### Inhalation des Aerosols
Ob bereits eine 5-minütige Inhalation des E-Zigaretten-Aerosols den Lungenfunktionen schadet, untersuchten Forscher im Jahr 2011. Dabei fiel auf, dass die Benutzung einer E-Zigarette unmittelbare Auswirkungen auf die Lungenfunktion ausüben kann. Da diese gemessenen Wirkungen sehr klein waren, weisen die Forscher auf die eventuell fehlende klinische Bedeutung ihrer Ergebnisse hin.
Die Autoren einer im Oktober 2012 veröffentlichten Studie, bei welcher man den E-Zigaretten-Dampf einer Risikoanalyse unterzog, fanden kein signifikantes Gesundheitsrisiko. Eine Krebsrisikoanalyse ergab, dass bei keiner der untersuchten Proben Risikogrenzwerte für Kinder oder Erwachsene überschritten wurden.
Der Hauptbestandteil des zu verdampfenden Liquids ist 1,2-Propandiol (älterer Name: Propylenglycol). Dieses ist als Lebensmittelzusatzstoff E 1520 zugelassen. Er kann bei hypersensitiven Personen nach Auftrag auf die Haut allergische Reaktionen auslösen. Bei oraler Aufnahme gilt 1,2-Propandiol als für den Menschen ungefährlich. Es ist in Kaugummi, Cremes, Zahnpasta, Zigaretten und auch in Arzneimitteln enthalten. Anders stellt sich die Inhalation des Propandiol dar: In einer Studie an Freiwilligen, die sich einem Propandiolnebel aussetzten, reizten Konzentrationen von 0,31 mg/l Augen und Rachen.
Das Bundesinstitut für Risikobewertung (BfR) wies in einer Stellungnahme zu Shishas darauf hin, dass die Inhalation von Glycerin und 1,2-Propandiol im Tierversuch zu Veränderungen des Zellepithels im Kehlkopf und zu Reizungen der Nasenschleimhäute bis hin zum Nasenbluten führen kann. Laut BfR kann nach der Inhalation eines zehnprozentigen Propylenglycol-in-Wasser-Aerosols dieselbe Erhöhung des Atemwegswiderstands beobachtet werden, die auch durch ein Salzaerosol hervorgerufen werden kann.
Als weitere Bestandteile fügen Hersteller den Liquiden Aromastoffe zu, die auch als Zusatzstoffe für Lebensmittel zugelassen sind. Die meisten Liquide enthalten Nikotin, es werden jedoch auch Liquide ohne Nikotin angeboten.
In der EU-Richtlinie für Tabakerzeugnisse wurde die Maximaldosis für nikotinhaltige Flüssigkeiten (e-Liquids) auf 20 Milligramm pro Milliliter festgesetzt. Wissenschaftler betonten in einem offenen Brief an den EU-Gesundheitsminister, dass im Unterschied zum Tabakrauch der Dampf weniger als ein Drittel der Nikotinmenge an den Körper abgibt und halten einen Maximalwert von 50 mg/ml für notwendig.
Laut einer Studie aus dem Jahr 2012 liefern die meisten analysierten E-Zigaretten effektiv Nikotin an Konsumenten. Der Nikotinanteil im entstehenden Aerosol unterlag je nach Modell starken Schwankungen. Unterschiedliche Nikotinstärken kompensieren Konsumenten durch eine (vermutlich weitgehend unbewusste) Auswahl der Hardware-Liquid-Kombination. Sie erhalten damit ähnliche Nikotinspiegel wie früher beim Rauchen. Vergleichbar ist dies mit einem Tabakraucher, der einmal mehr und einmal weniger tief inhaliert, um einen bestimmten Nikotinlevel zu erreichen.
In einer Studie untersuchte man Langzeiteffekte von purem inhaliertem Nikotin an Tieren. Die Wissenschaftler erklärten:

“In conclusion, our study does not indicate any harmful effect of nicotine when given in its pure form by inhalation.”

„Zusammenfassend zeigt unsere Studie keine schädliche Wirkung von Nikotin auf, wenn es in reiner Form durch Inhalation verabreicht wird.“

Zachary Cahn von der University of California in Berkeley und Michael Siegel von der Boston University School of Public Health werteten 16 Studien zu E-Zigaretten aus, die sich mit den Inhaltsstoffen des Liquids befassten. Zwei der ausgewerteten Studien wiesen Spuren tabakspezifischer Nitrosaminen (TSNA) in Proben nikotinhaltiger Liquide nach. Der maximale TSNA-Gesamtgehalt lag mit 8,2 Nanogramm/g auf einem ähnlichen Niveau wie in Nikotinpflastern (8,0 Nanogramm/Pflaster). Demnach enthielten nikotinhaltige Liquide und Nikotinpflaster 0,07 % bis 0,2 % des Gesamtgehalts von TSNA in Tabakzigaretten. Die TSNA-Spuren lassen sich mit der Gewinnung von Nikotin aus Tabak erklären. Es bedürfe allerdings weiterer Studien und Regelungen (in den USA) zu E-Zigaretten.
Laut der Broschüre Elektrische Zigaretten – Ein Überblick kann die Inhalation des verdampften Liquids kurzzeitig zu Reizungen des Mundes und des Rachens, trockenem Husten, Schwindel und Übelkeit führen. Eine wissenschaftliche Beurteilung der Lungenfunktion vom Februar 2013 zeigt hingegen auf, dass im Gegensatz zu Tabakrauchinhalation (aktiv) weder eine kurzzeitige (aktive) Inhalation des verdampften Liquids noch eine Stunde (passiver) Exposition gegenüber E-Zigaretten-Dampf die normale Lungenfunktion deutlich stört.
Eine amerikanische Metaanalyse aus dem Jahr 2020, die Zusammenhänge zwischen dem Konsum von E-Zigaretten und Lungenkrankheiten untersuchte, kam zu dem Ergebnis, dass der Konsum einen deutlichen negativen Einfluss auf die Lungenfunktion ausübt und damit vermutlich auch Lungenkrankheiten, insbesondere COPD und Asthma, bedingen kann.

### Exposition gegenüber nikotinhaltigem Liquid
Reines Nikotin ist in hoher Dosis giftig und kann bei Verschlucken tödlich sein. Lebensgefahr besteht für Erwachsene ab einer Dosis von ca. 500 mg reinem Nikotin.
Schwere Vergiftungen bei unbeabsichtigter Exposition gegenüber Kartuschen mit nikotinhaltigem Liquid gelten (Stand 2013/14) als sehr unwahrscheinlich.
Dem Statistischen Bundesamt wurde (Stand 2012) kein Todesfall durch nikotinhaltige E-Zigaretten in Deutschland bekannt.

### Passivdampf
Beim Gebrauch von E-Zigaretten wird kein schädlicher Nebenstromrauch produziert. Dies ist der ungefilterte Rauch einer Zigarette, der entsteht, während nicht an ihr gezogen wird.
Da ein Konsument von elektrischen Zigaretten nach dem Inhalieren einen Teil des verdampften Liquids ausatmet, gehen Wissenschaftler des Fraunhofer WKI davon aus, dass es einen Passivdampf gibt. Schripp et al. setzten einen Probanden in eine 8-m³-Kammer, der während einer 20-minütigen Konditionierungsphase lediglich atmen und danach jeweils sechs tiefe Lungenzüge im Abstand von 60 Sekunden aus einer E-Zigarette und einer Tabakzigarette nahm. Danach wurde das Ausatemluft-Dampf-Gemisch mittels Gaschromatographie mit Massenspektrometrie-Kopplung untersucht. Dabei stellte sich heraus, dass nach dem Konsum der E-Zigarette die Stoffe Formaldehyd, Aceton, Isopren, Acetaldehyd, Essigsäure und Butanon in Kleinstmengen in der Luft nachgewiesen werden konnten. In der Studie wird darauf hingewiesen, dass das Formaldehyd ein Bestandteil der normalen Ausatemluft des Probanden war, da dieser Stoff bereits während der Konditionierungsphase gemessen werden konnte und auch nach dem E-Zigaretten-Konsum nicht signifikant anstieg. Weiterhin verweist die Studie darauf, dass die Stoffe Aceton, Isopren, Acetaldehyd und Essigsäure auch Bestandteil der normalen Ausatemluft eines Menschen sein könnten.
2003 untersuchten Diskin und Kollegen (Keele University, England) in einer Studie ausgeatmete Stoffwechselprodukten von Labormitarbeitern nach deren morgendlicher Ankunft. Dabei fiel auf, dass Aceton, Isopren und Acetaldehyd als normale Stoffwechselprodukte in teilweise höherer Konzentration ausgeatmet werden.
Die von Schripp et al. gemessene Konzentration von Butanon war mit 0,002 mg/m³ 300.000 Mal niedriger als der maximale Arbeitsplatz-Konzentrations-Wert. Die Messergebnisse von Schripp et al. zeigen auf, dass beim Konsum der E-Zigarette keine Grenzwerte für die Innenraumluft überschritten werden. Mit üblichen Tabakzigaretten wurde jedoch der Formaldehyd-Richtwert von 0,1 ppm für die Innenraumluft überschritten.
Im Mai 2012 erklärte das deutsche Bundesinstitut für Risikobewertung (BfR), Gesundheitsbelastungen durch passive Inhalation seien aufgrund unzureichender Datenlage zu E-Zigaretten nicht auszuschließen. Es riet, das Rauchen von E-Zigaretten in Nichtraucherzonen zu untersagen und sie im Sinn des Nichtraucherschutzes wie übliche Zigaretten zu behandeln.
Eine im September 2012 veröffentlichte Studie zeigte, dass die Auswirkungen des untersuchten Passivdampfs auf die Raumluft, wenn man sie mit dem traditionellen Tabakrauchen vergleicht, kaum messbar sind. Weiterhin hat der Passivdampf nicht die giftigen und krebserregenden Eigenschaften von Tabakzigaretten aufgrund der fehlenden Verbrennung und dem fehlenden Nebenstromrauch. Die Messungen ergaben, dass, obwohl nikotinhaltiges Liquid in einem 60-m³-Raum verdampft wurde, in der Luft kein Nikotin nachgewiesen wurde:

“5 vapers using e-cigarettes for 5h in a small room without renewal of indoor air do not produce detectable levels of nicotine in the air.”

„5 E-Zigaretten-Konsumenten, welche 5 Stunden lang in einem kleinen Raum ohne Raumlufterneuerung E-Zigaretten konsumieren, produzieren keine nachweisbaren Nikotinkonzentrationen in der Luft.“

Die Forscher kommen abschließend zu folgendem Schluss:

“On the base of the obtained results and on ARPA data about urban pollution, we can conclude by saying that could be more unhealty to breath air in big cities compared to staying in the same room with someone who is vaping.”

„Auf Basis der ARPA-Daten über die Luftverschmutzung in Städten können wir zusammenfassend sagen, dass es ungesünder sein kann, in einer großen Stadt zu atmen, als sich im selben Raum mit einem konsumierenden E-Zigaretten-Nutzer zu befinden.“

Ebenfalls im Oktober 2012 erschien eine Studie des ehemals für die Weltgesundheitsorganisation forschenden Andreas Flouris zu Wirkungen des Passivdampfs auf Menschen. Er kam zu dem Ergebnis, dass der Dampf keinen Effekt auf die Blutwerte Dritter habe. Der Autor stellte fest, dass, wenn Tabakraucher die E-Zigarette nutzen, auch dies keinen Effekt auf die untersuchten Blutwerte hatte. Im Gegensatz dazu steht, dass gemäß Studie Aktiv- und Passivtabakrauch zu einer erhöhten Anzahl von Leukozyten, Lymphozyten und Granulozyten führt.
Eine Forschergruppe um J.-F. Bertholon veröffentlichte im April 2013 eine Studie, in der unter anderem das ausgeatmete Aerosol von E-Zigaretten mit dem von Tabakzigaretten und Shishas verglichen wird. In dieser Studie wird festgestellt, dass die Halbwertszeit des Passivdampfs in der Luft 11 Sekunden beträgt. Im Gegensatz dazu liegt die Halbwertzeit von Tabakrauch in der Luft bei 19 bis 20 Minuten. Die Forscher leiten daraus ab, dass das Risiko einer Passivdampfbelastung durch E-Zigaretten sehr gering ist.
Laut dem neuseeländischen Tabakkontrollforscher Murray Laugesen sei der ausgeatmete Dampf beim E-Zigaretten-Konsum unschädlich für Dritte, da er nahezu kein Nikotin und kein Verbrennungsprodukt enthalte.
Bill Godshall, der Vorsitzende der unabhängigen Nichtraucherorganisation „Smokefree Pennsylvania“, bezog sich auf die im Oktober 2012 von T. R. McAuley et al. veröffentlichte Studie mit den Worten: „Seit mehr als 25 Jahren tritt Smokefree Pennsylvania für ein generelles Rauchverbot in Innenräumen ein. Basierend auf den Studienresultaten sehe ich keinen Grund, warum elektrische Zigaretten unter die Rauchverbote fallen sollen.“
Eine Literaturstudie von Igor Burstyn aus dem Jahr 2013 kam zu dem Ergebnis:

“Exposure of bystanders to the listed ingredients, let alone the contaminants, does not warrant a concern as the exposure is likely to be orders of magnitude lower than exposure experienced by vapers”

„Die Aussetzung von Umstehenden gegenüber den aufgeführten Inhaltsstoffen, geschweige denn den Verunreinigungen, gibt keinen Anlass zur Besorgnis, da sie wahrscheinlich Größenordnungen unter denen von Dampfern liegt.“

Peter Hajek und Kollegen veröffentlichten 2014 eine Übersichtsarbeit, in der alle bis dato verfügbaren Studien über Nutzung, Inhaltsstoffe und Sicherheit von E-Zigaretten einer wissenschaftlichen Überprüfung unterzogen wurden. Die Forscher kamen zu folgendem Ergebnis:

“EC aerosol can contain some of the toxicants present in tobacco smoke, but at levels which are much lower. Long-term health effects of EC use are unknown but compared with cigarettes, EC are likely to be much less, if at all, harmful to users or bystanders.”

„Einige der toxischen Stoffe aus dem Tabakrauch können, in wesentlich geringeren Mengen, auch in dem Dampf von E-Zigaretten enthalten sein. Die gesundheitlichen Langzeiteffekte des Konsums von E-Zigaretten sind unbekannt, aber wenn man E-Zigaretten mit Tabakzigaretten vergleicht, sind E-Zigaretten voraussichtlich viel weniger, wenn überhaupt, schädlich für Konsumenten oder Dritte.“

### Verletzungen durch den Gebrauch von E-Zigaretten
Da in vielen Akkuträgern auswechselbare Lithium-Ionen-Akkus verwendet werden, muss bei der Handhabung wie bei jedem anderen damit betriebenen Gerät verantwortungsvoll gehandelt werden. Insbesondere müssen Kurzschlüsse und mechanische Beschädigungen der Akkus vermieden werden, da es ansonsten zu Bränden und Ausgasungen kommen kann. Dies kann zu Druckaufbau und Explosionen führen, wenn die Akkus in einer luftdichten Verkapselung betrieben werden. Daher hat sich in handelsüblichen Akkuträgern ein Ausgasungsloch durchgesetzt. Als Folgen einer unsachgemäßen Behandlung wurden in den USA chemische und Flammenverbrennungen sowie Explosionsverletzungen berichtet.
Mit zunehmendem Gebrauch der E-Zigaretten mehren sich allerdings die Berichte über ernsthafte Unfälle aufgrund technischer Probleme. Nach Angaben der U.S. Fire Administration kam es in den Vereinigten Staaten in den Jahren 2009–2016 zu 195 Unfällen durch Explosion einer E-Zigarette, wobei 38 davon schwer verliefen. Im Jahr 2015 erlitt eine Person in Tennessee bei der Explosion einer E-Zigarette eine Fraktur der Halswirbelsäule mit einer partiellen Querschnittlähmung. Im Jahr 2018 kam ein 38-Jähriger in Florida durch die Explosion einer ungeregelten E-Zigarette, einer so genanntem „Mech Mod“ ohne elektronische Sicherheitsschaltung, ums Leben; Metallteile hatten sich schrapnellartig in seinen Schädel gebohrt.

### Krankheits- und Todesfälle
Im August 2019 warnten die US-Bundesbehörden Food and Drug Administration (FDA) und Centers for Disease Control and Prevention (CDC) erstmals vor einer möglichen Epidemie akuter Lungenschädigungen, die in Zusammenhang mit dem Gebrauch von E-Zigaretten oder anderen „Vaping“-Geräten standen, was als „e-cigarette, or vaping, product use associated lung injury“ (EVALI) bezeichnet wurde und nur in den USA auftrat. Bis zum 18. Februar 2020 wurden 2807 Fälle berichtet, die eine Krankenhausaufnahme nötig machten, von denen 68 an den Folgen der Lungenschädigung starben. Nachdem bereits im August 2019 aus der Cannabisindustrie vor der Verwendung des Additivs Vitamin-E-Acetat in ausschließlich THC-haltigen E-Joints gewarnt worden war, das später auch pathologisch und im Tierexperiment als vermutlich sichere Ursache identifiziert werden konnte, hielten die US-Behörden bis zum Jahreswechsel 2020 die These aufrecht, die Erkrankung sei auf den Gebrauch der E-Zigarette zurückzuführen. Ab Bekanntwerden der unzulässigen Verunreinigungen im September ging die Zahl Neuerkrankter deutlich zurück. Trotzdem deuten Studien darauf hin, dass daneben auch andere Inhaltsstoffe lungenirritierend, schädigend und toxisch wirken könnten und chronische, langfristige Folge haben können.